# 公教人員生活必需品配給
公務人員生活必需品配給，又稱公務員實物配給，是台灣現今仍適用實施的法令制度。其法源為《中央文職公教人員生活必需品配給辦法》。該制度首度實施則是在1952年3月，主要目的是「改善台灣公教人員薪水微薄、生活條件不佳的問題」，以動員戡亂時期發布之特殊條例為法源，由國家核發配給如米之生活用品給予公教人員特定對象。
1970年代，因應經濟發展，實物配給制度修正為可「擇領實物或改發代金」，並因此出現了專門代發生活必需用品而轉行為賣場的軍公教福利中心。1990年代中期，該制度再度重大變革，正式以「實物代金」名義，併入薪資核發。
在台灣，今該法令雖仍適用，但已經形同廢止，只是於每年年底製發公教人員扣繳憑單時，部分公教人員可依此計算部分薪資之免稅數額，而免稅額一個月約在900元至兩三千元之譜。

## 起源
1950年代初期，因第二次国共内战遷徙至台灣的軍公教人員及其眷屬在數十萬以上，除了軍人、軍眷福利有其特有法令之外，為了「照料改善台灣公教人員薪水微薄、生活條件不佳的問題」並在不觸發通貨膨脹情況下，當初管轄轄區涵蓋所有台灣本島的台灣省政府特地於1952年成立「公教人員生活必需品配給委員會」，並以單行法規為法源，配發公教人員日常用品。該委員會委員多為省府官員兼任，主任委員則為負責聯繫美援物品與調配全台灣米糧的台灣省政府物資局局長兼任。至於發放的生活必需品則規定為食用米（糙米）、點燈燃料用煤油、食用花生油及俗稱精鹽的「再製鹽」。
1968年，行政院人事行政局成立，省府配給委員會功能轉於人事行政局之下的「中央公教人員生活必需品配給委員會」直屬機關。1972年12月5日，行政院令訂定發布《中央文職公教人員生活必需品配給辦法》，正式將此配給制度法制化。

## 配給對象及數額
該配給制度的施行範圍為中央總預算列有之所有機關學校，並以此機關學校為「受配單位」。而在此受配單位內，依編制員額任用之文職、教員、技警、與公役。而此均享有生活必需品配給。額外員工不予配給或代配。
另外，於受配對象資格方面，除所屬受配單位員工之外尚有員工之配偶、60歲以上父母及20歲以下之未婚子女（包含超過廿歲以上仍在校肄業者），此配發對象為了求數量公平，另有專有名詞稱呼，一般來說，11歲以上親屬稱為「大口」，11歲-6歲子女稱為「中口」，而6歲以下則稱為「小口」，大小中口配發的實物數額並不相同。
該實物配給制度為無償配給，每月配給定量實物一次，但受配員工或其親屬均不得重領兼領。
| 公教人員生活必需品配給數額（公斤） |      |      |            |      |
| 配給對象                           | 糙米 | 煤油 | 食用花生油 | 精鹽 |
| 員工                               | 25.5 | 7.6  | 0.625      | 0.5  |
| 大口                               | 14   | 7.6  | 0.625      | 0.5  |
| 中口                               | 10   | 3.8  | 0.3125     | 0.25 |
| 小口                               | 5    | 3.8  | 0.3125     | 0.25 |

## 沿革與福利中心設置
1970年代初期後，因台灣經濟發達及美援實物的減縮，類似實物配給制度不僅手續繁瑣且招人非議；不僅如此，即使被配給對象也認為發放制度漸趨落伍。經改革後，實物改為類似糧票或米票的配發制度，並為了配合台灣節育政策，該制度限定了實物代金的口數為五口。除此，也責成當地合作社或農會承辦轄區內配送實物業務，酌給損耗運輸費；並在法令中規定，視業務需要，得委託縣市合作社或縣市農會代辦指定業務，酌給業務補助費。

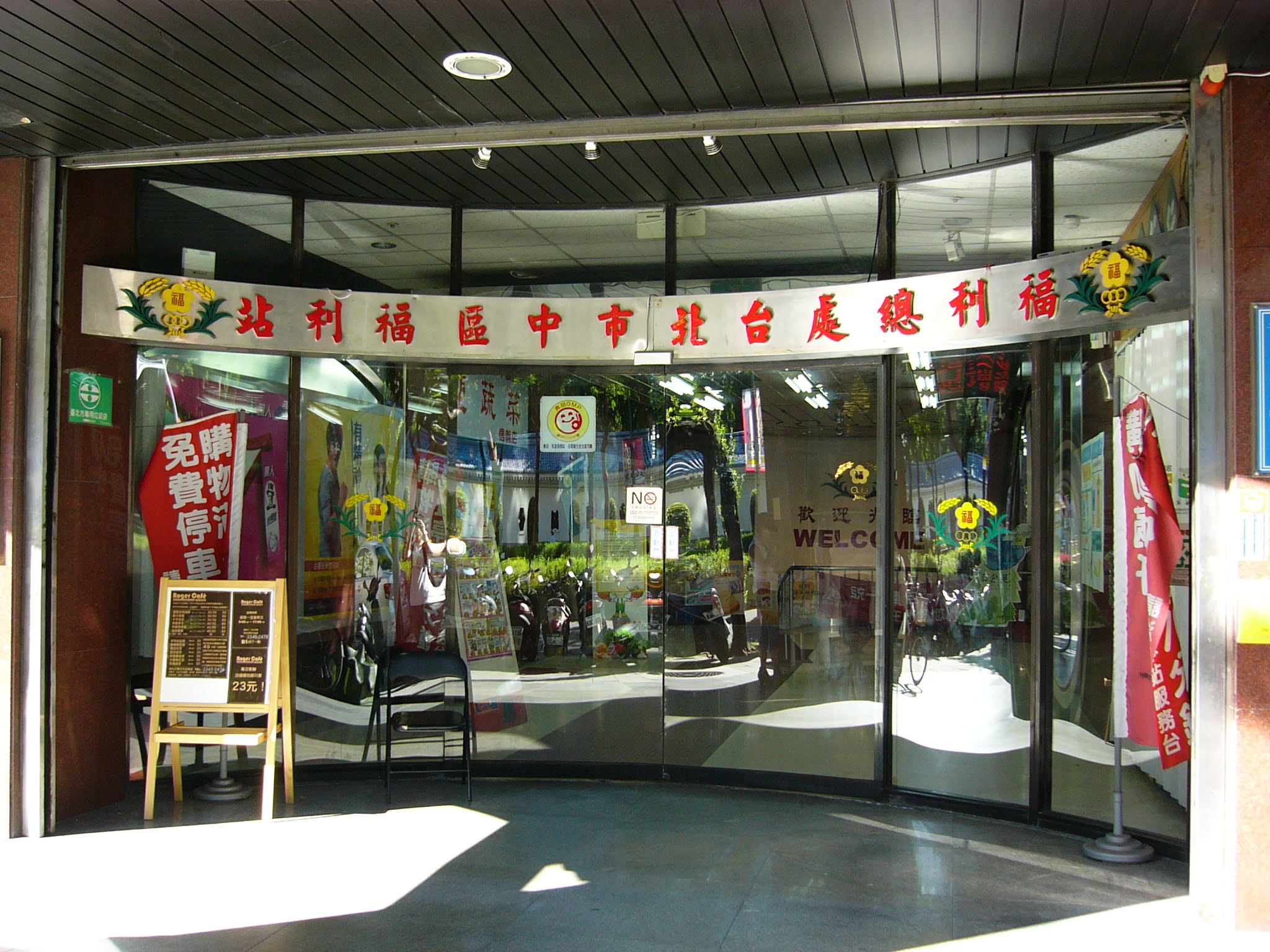
位於台灣台北市中正區信義路一段的中華民國國防部福利總處台北市中區福利站

值得一提的是，法令中「派發配給實物得另行委託其他適當機構承辦」的但書法條，也促成了俗稱福利中心的「公教福利中心」於台灣各地紛紛成立。而此不用納稅的配發地點，最後演變成為嚴格限制軍公教人員才能進入的百貨零售場所。今台灣境內此類型，名為福利中心的相當特殊賣場，則於1990年代之後大多數轉成為一般賣場之全聯福利中心。

## 代金與停止適用
1987年之後，中華民國臺灣地區宣告解嚴，米糧票制度或代發制度再度受到質疑，其特殊性不僅招人非議，行政程序也有違法之虞。為求適法，中華民國政府便以修法方式將此制度改為可「擇領實物或改發代金」。1989年－1995年，公教人員實物代金逐年併銷，也就是折其現金加入公教人員薪津。其實物數額換算現金為，員工914元新台幣，大口566元、中口367元、小口227元。民國84年（西元1995年）併入完畢後，《公教人員生活必需品配給辦法》與俗稱「18%退休金優存」的《軍公教人員退休金優存法》同時於新進公教人員停止適用。
於中華民國法令上，以眷口核發對象為主的該制度仍未廢除，民國84年（西元1995年）之前任公教人員者都可適用。但是因為已經併銷薪資，於薪水上並沒有與新進公教人員有所不同，只是符合「民國84年（西元1995年）之前曾任職於公教人員」身分者，可依此法令免除實物代金的綜合所得稅，其免稅數額，一個月約在九百元至兩三千元之譜。免稅額由相關單位出納負責，並於發放扣繳憑單前，將實得薪津數額予以直接扣除，而口數則有兩至五口之限制。例如：已婚員工且有一位11歲以上的在學子女者，則其計算方式為一員工兩大口，該實物代金薪資免稅額則一年為24552元（(566元×2+914元)×12）。
此法不適用於民國84年（西元1995年）之後就任之公教人員。